# Глинский, Михаил Львович
Михаил Львович Глинский по прозванию Дородный (пол. Michał Gliński; 1470—1534) — князь из рода Глинских, военачальник и государственный деятель Великого княжества Литовского и Русского государства. Маршалок надворный литовский (1500), начальник Виленского монетного двора (1501). Предводитель выступления, известного как мятеж Глинских.
Сын литовского вельможи князя Льва Борисовича Глинского. Воспитывался при дворе германского императора Максимилиана I, дядя (старший брат отца) Елены Глинской, матери Ивана IV Васильевича Грозного.

## Биография

### Происхождение
Родился в семье Глинских и происходил из потомков татарского мурзы Лексада (в крещении Александра), при великом князе Витовте явившегося из Орды в Литву и получившего в удел г. Глинск и Полтаву. Глинские считали свой род происходящим от хана Мамая, который восстал против Орды, но был разгромлен великим московским князем Дмитрием (получившим за эту победу прозвище Донской) и бежал после этого в Европу. Михаил Львович с рождения был богат и имел значительные поместья. Обладая от природы недюжинным умом, он многому научился за время 12-летнего пребывания за границей, стал первым дипломированным врачом в России.
Рыцарь Германской империи, служил в войске Альбрехта Саксонского, получил из его рук орден Белого Орла за победы, одержанные им во Фрисландии (в России ордена появились при Петре I более чем через два века). Был не только другом Альбрехта, но и приобрёл дружбу князей-электоров, магистров рыцарских орденов, епископов и кардиналов.
Участвовал в Итальянских войнах на стороне Максимилиана I. В Италии перешёл из православия в католицизм. В Испании научился говорить на европейских языках.
По возвращении в Литву в 1490 году стал крупнейшим магнатом, оказывал большое влияние на короля Александра Ягеллона. Командир придворной гвардии и наместник Вольский. В 1493 году ездил в Крым с посольством к Менгли-Гирею с требованием снести крепость Очаков, построенную на литовской земле. Пожалован Александром Ягеллоном маршалом своего двора (1499), а когда он отправился в Краков на коронацию, Глинский сопровождал его в качестве посла от Литвы.

### Мятеж Глинских
Громадное богатство помогало ему приобретать себе сторонников и друзей, включая и русское боярство. Литовская знать сильно опасалась, что Глинский, по смерти бездетного Александра, может захватить власть в свои руки, перенести столицу в Русь. Когда король опасно заболел, многие подозревали, что, в сговоре с доктором Балинским, Глинский хотел отравить короля, и это подозрение ещё более усилилось, когда князь освободил арестованного канцлером Ласким доктора и дал ему возможность бежать в Краков. Победы Глинского в стычках с Крымским ханством, в том числе в Клецкой битве (1506), только усиливали зависть и ненависть к нему. Вскоре король скончался (1506). Отправлению его тела для погребения в Краков воспротивились паны, боясь, что в их отсутствие Глинский легко может овладеть Вильной.
Между тем, в литовскую столицу прибыл королевич Сигизмунд I. Враги Глинского, особенно Ян Заберезинский, добились того, что Глинскому воспрещён был свободный вход в покои государя и он лишился всех чинов и привилегий. У брата Михаила Львовича — Ивана отнято киевское воеводство, вместо которого он получил второстепенный Новогрудок. Глинский требовал суда со своими противниками, но король вёл себя в этом деле вяло и нерешительно. Глинский обращался к посредничеству венгерского короля Владислава (1507), но напрасно.
Тогда Михаил Львович, вместе с братьями Иваном и Василием, уехал в свой Туров, созвал к себе слуг и друзей и назначил королю срок, к которому ему должен быть дан суд.
Великий князь московский Василий III воспользовался случаем и предложил всем Глинским защиту, милость и жалованье. Попытка Сигизмунда I возвратить Глинского в Литву не состоялась, и Глинский заключил формальный договор с Москвой:8. Он открыто поднял знамя бунта. С братом Василием он обложил Минск, но, не будучи в силах взять его, пошёл к Клецку. Здесь братья разделились: Василий пошёл на киевские пригороды поднимать киевлян, а Михаил опустошил слуцкие и копыльские волости и взял Мозырь. По приходе к нему на помощь от великого князя под руководством воеводы Евстафия Дашковича, с 20 тыс. конницы, Глинский из Мозыря пошёл на другие белорусские крепости и заключил договоры с послами московским, молдавским и крымским, действуя как владетельный государь. Московские воеводы подошли к Глинскому на Березину, сообща с ним осадили Минск и послали отряды к самой Вильне. Другие воевали Смоленскую область, третьи подошли к Бобруйску. В конце (1507) московское войско осадило Мстиславль и Кричев, но из-за сильных морозов сняло осаду и вынуждено уйти. В начале (1508) Михаил Львович в Мозыре присягнул на верность Василию III, который вскоре приказал ему идти к Орше. Потерпев неудачу под Оршей, к которой подошли войска Сигизмунда I, московские воевода отвели войска на берег Днепра. Не оставляя мысли о завоевании Киева Михаил Львович сносился с Менгли-Гиреем, который пообещав свою поддержку, сообщил Сигизмунду I о планах Михаила Львовича и последнему ничего не оставалось, кроме как выехать в Москву (среди которых была малолетняя Елена Глинская).
В Москве принят весьма милостиво, получив в удел Малый Ярославец и Боровск (по другим сведениям Медынь). Король просил Василия III выдать ему Глинских, обещая простить им прошлое. Великий князь отвечал, что Глинские перешли к нему во время войны и таким образом стали его подданными, а подданных он не выдаёт никому.

### Участие в Русско-литовской войне
Между Москвой и Литвой вновь вспыхнула война (1512), Глинский послал своего наперсника, немца Шлейница, в Силезию, Чехию и Германию нанимать конных воинов и ландскнехтов, которые перебирались в Москву через Ливонию. Ратью предводительствовал великий князь Василий III. Михаил Львович воевода большого полка и 6 недель войско безуспешно осаждало Смоленск (1512) и вернулся в Москву (март 1513). Летом того же года попытка была повторена, но и она окончилась неудачей. Смоленск был взят московскими войсками, благодаря Михаилу Львовичу уговорившего смолян сдаться, уставших ждать польские полки (август 1514). 

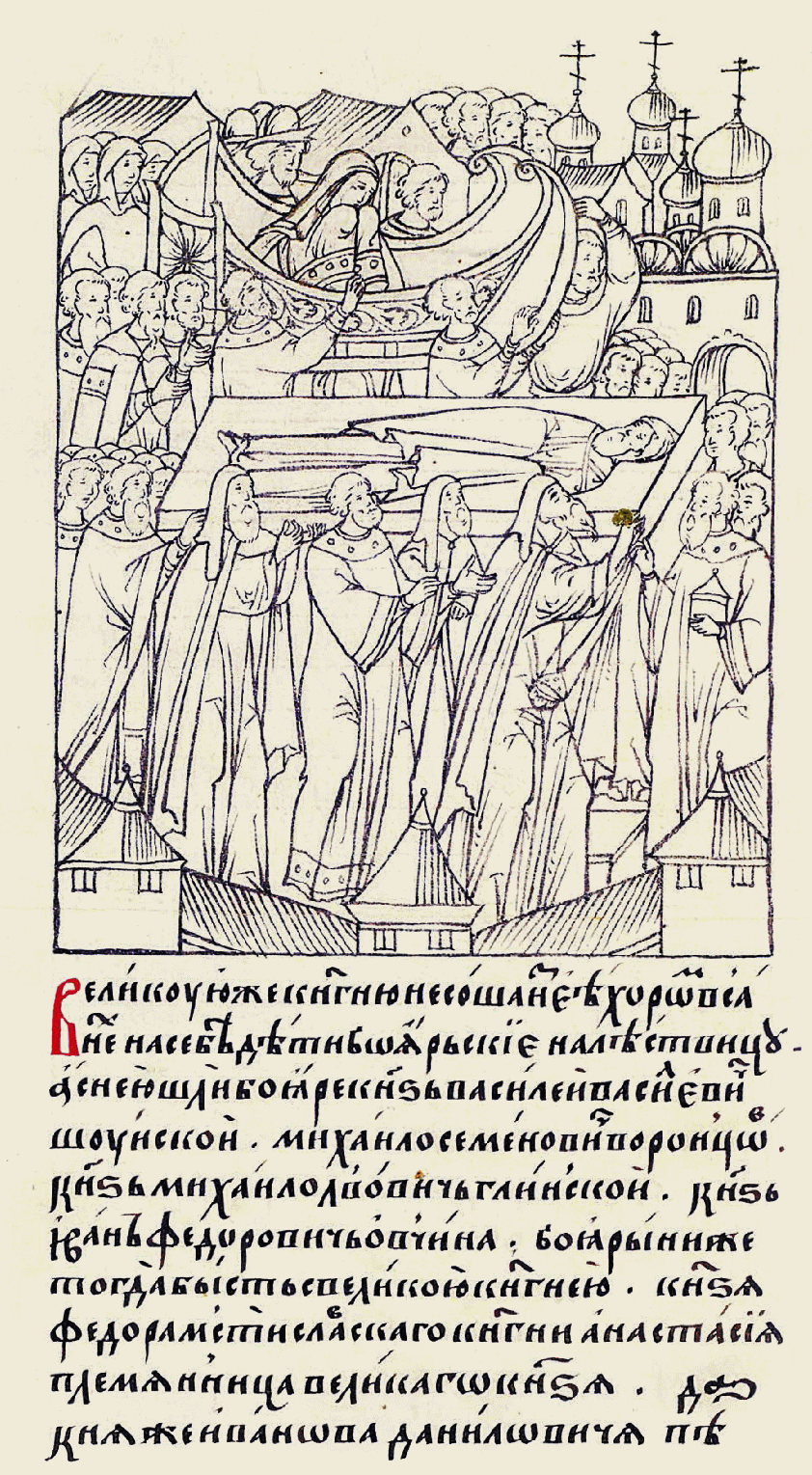
Боярин на похоронах Василия III

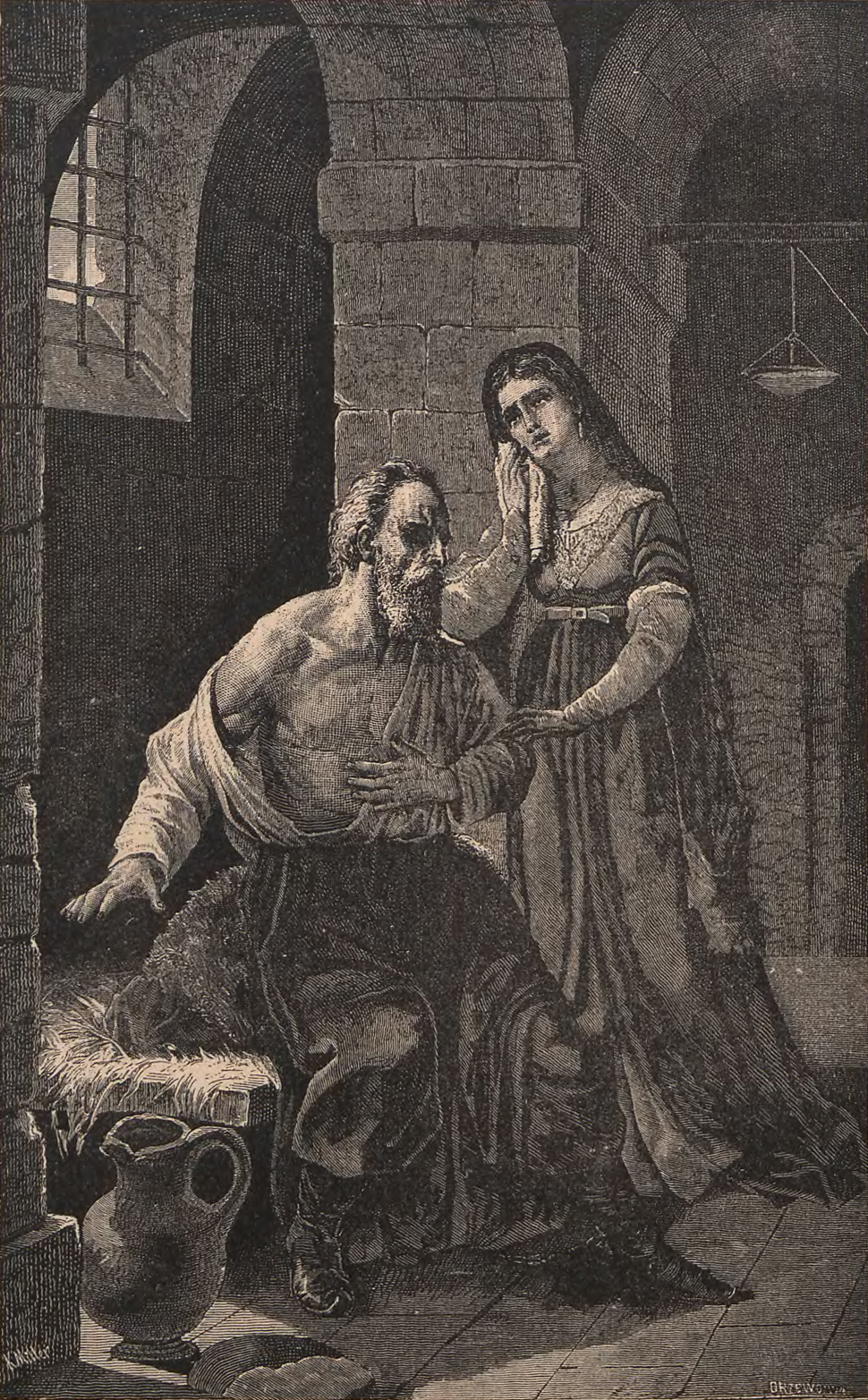
Глинский с женой в тюрьме. Польская литография 1901 г.

Михаил Глинский надеялся получить этот город от великого князя, но Василий, по словам Герберштейна, смеялся над его излишним честолюбием, после чего Глинский обратился к Сигизмунду I, который уверил его в своей милости. По предварительному уговору, литовское войско пошло к Днепру, когда оно было уже недалеко от Орши, Глинский ночью бежал к нему, но один из его слуг известил московского воеводу, князя Михаила Булгакова-Голицу, который захватил Михаила Львовича и доставил в Дорогобуж, в котором находился Василий III. Глинский не запирался в измене: у него нашли Сигизмундовы письма. Готовясь к смерти, Глинский смело говорил о своих услугах и о неблагодарности Василия III, но его заковали в цепи и отправили в Москву.

### Тюрьма
Сигизмунд фон Герберштейн, посол императора Священной Римской империи Максимилиана I, после аудиенции у великого князя Василия III в апреле 1517 года остался наедине с правителем и вручил Василию грамоту Максимилиана о Глинском. Император писал, что Глинский мог быть виновен, но уже довольно наказан за то неволей, а раз он имеет знаменитые достоинства, воспитан при венском дворе, служил верно ему и курфюрсту саксонскому, то Василий III сделает великое удовольствие Максимилиану I, если отпустит Глинского в Испанию. Василий III отвечал, что Глинский сложил бы голову на плахе, если бы не изъявил желания возвратиться в православную веру.
Михаил Львович долгое время оставался в заточении. Вернулся в православную веру, пожелав умереть в вере предков, по просьбе митрополита был помилован, но оставался в тюрьме, на более благоприятном положении. В 1526 году великий князь Василий III женился на племяннице Михаила, Елене Васильевне. Молодая жена великого князя через год выхлопотала дяде свободу, за поручительством трёх бояр в сумме 15.000 рублей и за этих бояр поручились 47 бояр (двойная порука) обязавшихся, в случае бегства Михаила Львовича, заплатить в казну 5 тысяч рублей.

### Деятельность после освобождения
Михаил Глинский является воеводой в коннице под Казанью (1530). Пользовался влиянием в последние годы жизни Василия III и в начале регентства Елены Васильевны при малолетнем Иване IV Грозном. Был около Волоколамска при государе, заболевшем во время охоты (1533). Присутствовал при смертном одре Василия III, который в своих предсмертных распоряжениях, обращаясь к боярам, просил их, между прочим, не обижать князя Михаила как родственника его жены, принимать его за своего, не за пришельца, а назначая Глинского в советники к Елене, просил его, чтобы за великую княгиню и сыновей его он «кровь свою пролиял и тело своё на раздробление дал».
После смерти Василия дела решались опекунским советом при малолетнем князе Иване IV Грозном, в состав совета вошли братья умершего государя и 20 бояр, в том числе и Михаил Львович. Многие думали, что думой и правительницей будут располагать двое: Михаил Глинский и конюший боярин Иван Фёдорович Овчина-Телепнев-Оболенский — фаворит Елены Васильевны. Случилось иначе: Глинский смело говорил племяннице о неприличии её отношений к Оболенскому. Вследствие этого, его обвинили в замыслах овладеть государством, он был заключён в темницу, где и умер в 1534 году.

## Семья
Михаил Львович Глинский был женат на княжне Елене Ивановне Телепневой-Оболенской, дочери князя Ивана Васильевича Немого-Оболенского и двоюродной племяннице князя Ивана Фёдоровича Овчины-Телепнева-Оболенского (фаворита Елены Глинской). От брака у него были: сын Василий (ум. 1565) и дочь, неизвестная по имени, ставшая женой князя Фёдора Ивановича Троекурова.

## В культуре
- Кондратий Рылеев посвятил Глинскому одну из своих дум.
- Один из героев белорусского фильма «Анастасия Слуцкая»(2003). Киновоплощение — Александр Песков.
- Телесериал «Иван Грозный», режиссёр Андрей Эшпай. Киновоплощение — Леонид Мозговой.